# جيم إف. لو
جيم إف. لو (بالإنجليزية: Jim F. Law) هو مدير فني أمريكي، (ولد في كيمبول في الولايات المتحدة 1899  م).